# Nidularium altimontanum
Nidularium altimontanum är en gräsväxtart som beskrevs av Elton Martinez Carvalho Leme. Nidularium altimontanum ingår i släktet Nidularium och familjen Bromeliaceae. Inga underarter finns listade i Catalogue of Life.